# Dawid VI (król Gruzji)
Dawid VI (gruz. დავით VI, ur. 1225, zm. 1293) – koregent Gruzji w latach 1245–1259 i król Gruzji zachodniej od 1260 do 1293.

## Życiorys
Był jedynym synem gruzińskiej królowej Rusudan i jej małżonka, seldżuckiego księcia Muhammada Mughisa ud-din Turkan Szacha. Miał młodszą siostrę Tamarę, wydaną za mąż za sułtana Rumu Kaj Chusraua II.
Matka Dawida VI w 1243 była zmuszona zawrzeć układ z Batu-chanem, na mocy którego uznawała zwierzchność Mongołów nad Gruzją. Uzyskała nieobjęcie Gruzji zachodniej administracją mongolską, zgadzając się na płacenie wysokiego haraczu i kierowanie żołnierzy na wojny toczone przez Mongołów. W Gruzji wschodniej natomiast wprowadzony miał zostać skomplikowany system podwójnych rządów mongolsko-gruzińskich. Pragnąc zagwarantować synowi następstwo tronu, Rusudan wysłała Dawida do siedziby Batu-chana i doprowadziła do uwięzienia bratanka, nieślubnego syna poprzedniego króla Jerzego IV, również Dawida, na dworze zięcia, Kaj Chusraua II. 
Dawid przebywał początkowo w siedzibie Batu-chana na stepach nadwołżańskich, następnie został odesłany do Karakorum. Nie wrócił do Gruzji przed śmiercią matki w 1245. Wbrew nadziejom Rusudan, nie został również ogłoszony jedynym królem Gruzji. Mongołowie równocześnie umożliwili bowiem powrót do kraju Dawidowi, synowi Jerzego IV, i w 1250 potwierdzili prawa obydwu do współrządzenia Gruzją, z przydomkami Dawid Młodszy (Narin) i Starszy (Ułu). 
Okres koregencji trwał do 1259. Obaj królowie rywalizowali o władzę i zwalczali się nawzajem. W 1259 Dawid Młodszy na czele grupy gruzińskich feudałów wszczął powstanie antymongolskie. Ogłosili wówczas całkowitą niezależność Gruzji zachodniej (Imeretii) od jej wschodniej części, którą miał władać Dawid Starszy. Do buntu przyłączył się Dawid VII jako król Gruzji wschodniej, nie zdobywając jednak poparcia wszystkich potężnych możnowładców w tej części kraju. Powstanie we wschodniej Gruzji zostało spacyfikowane. Dawid VI utrzymał się natomiast na tronie Gruzji zachodniej. Przyjmował w kraju przeciwników Abaki-chana, licząc na wywołanie przez nich powstania, które skomplikuje sytuację wewnętrzną w państwie Mongołów. W odwecie Abaka-chan kilkakrotnie organizował ekspedycje karne do Imeretii. Dawid VI starał się organizować koalicję antymongolską z udziałem Bizancjum i sułtanatu Egiptu. Na tronie Gruzji zachodniej pozostał do śmierci w 1293.
Był dwukrotnie żonaty. Z pierwszego małżeństwa z Tamarą Amanelisdze miał trzech synów:
- Konstantyna, który odziedziczył po nim tron Gruzji zachodniej,
- Wachtanga, który został królem Gruzji wschodniej po śmierci kuzyna Dymitra II[7],
- Michała, który został królem Gruzji zachodniej po bracie Konstantynie w 1327[8].

W 1254 król Dawid oddalił pierwszą żonę i ożenił się powtórnie z bizantyńską księżniczką Teodorą, która urodziła mu czwartego syna Aleksandra.